# Salman Al-Faraj
Salman Mohammed Mohammed Al-Faraj (født 1. august 1989) er en saudiarabisk professionel fodboldspiller, som spiller for Saudi Pro League-klubben Al-Hilal og Saudi-Arabiens landshold.
Den 4. oktober 2012 tjente han sin første landskamp for Saudi-Arabien mod Republikken Congo.
Han blev udtaget i Saudi-Arabiens trup til VM i fodbold 2018 i Rusland.